# Isochroon cyclotron
Een Isochroon cyclotron is een cyclotron, ontworpen voor hogere deeltjesenergie, waarin gedurende het versnellingsproces de omlooptijd constant blijft.
Als tijdens de versnelling van de deeltjes deze naar buiten spiraliseren en de snelheid in de buurt van de lichtsnelheid komt, neemt hun massa toe (zie relativiteitstheorie), waardoor bij een homogeen (overal constant) magneetveld de omlooptijd van de deeltjes toeneemt, en deze uit de pas gaat lopen met de hoogfrequente wisselingen van het elektrische versnellingsveld.
In een synchrocyclotron wordt dit opgevangen door de frequentie van het versnellingsveld cyclisch te variëren, met nadelen voor de geproduceerde bundel: slechts korte perioden en een lagere intensiteit. In een isochroon cyclotron wordt voor de relativistische massatoename gecompenseerd door een - bij het naar buiten spiraliseren - gemiddeld toenemende sterkte van het magneetveld. Een isochroon cyclotron produceert wel doorlopend een bundel. Door het magneetveld in sectoren te verdelen krijgt men nog het extra voordeel dat de deeltjes tijdens de versnelling beter bij elkaar kunnen worden gehouden (sector focusing ofwel strong focusing). Al met al kan met een isochroon cyclotron een bundel met een veel hogere intensiteit worden verkregen dan mogelijk is bij een synchrocyclotron.